# Helmut Rethemeier
Helmut Rethemeier, född den 8 juni 1939 i Vlotho i Tyskland, är en västtysk ryttare.
Han tog OS-silver i lagtävlingen i fälttävlan i samband med de olympiska ridsporttävlingarna 1976 i Montréal.